# Mikita Vailupau
Mikita Vailupau (Vitebsk, 30 de julio de 1995) es un jugador de balonmano bielorruso que juega de extremo derecho en el MKB Veszprém. Es internacional con la selección de balonmano de Bielorrusia.

## Palmarés

### Dinamo Minsk
- Liga de Bielorrusia de balonmano (1): 2013

### Meshkov Brest
- Liga de Bielorrusia de balonmano (3): 2020, 2021, 2022
- Copa de Bielorrusia de balonmano (2): 2020, 2021

### Veszprém
- Liga húngara de balonmano (2): 2023, 2024
- Copa de Hungría de balonmano (2): 2023, 2024
- Campeonato Mundial de Clubes de Balonmano (1): 2024

## Clubes
| Club          | País        | Año         |
| ------------- | ----------- | ----------- |
| Dinamo Minsk  | Bielorrusia | 2012 - 2014 |
| SKA Minsk     | Bielorrusia | 2014 - 2019 |
| Meshkov Brest | Bielorrusia | 2019 - 2022 |
| MKB Veszprém  | Hungría     | 2022 - Act. |